# 施愚

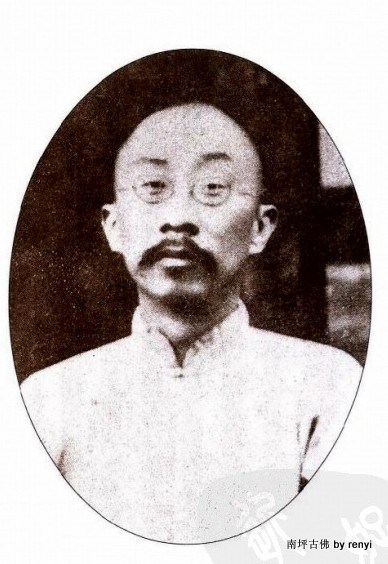

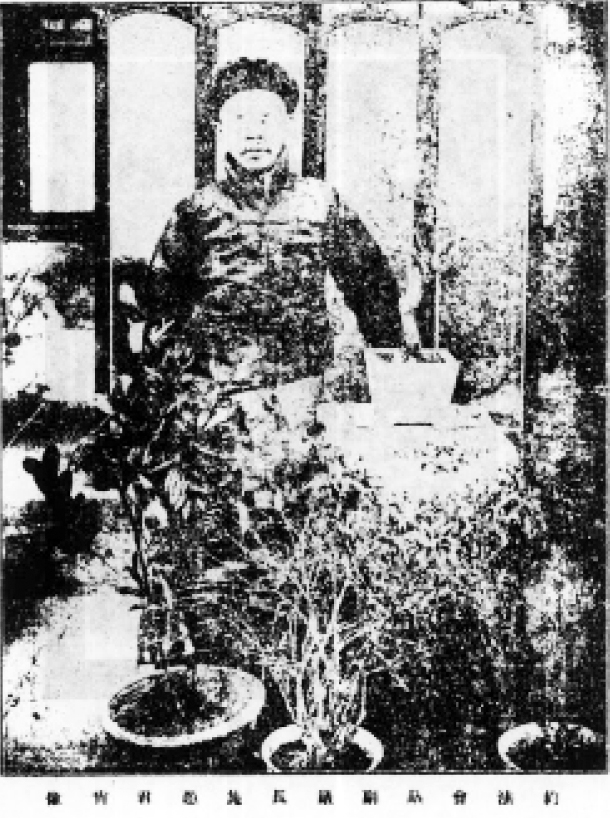
约法会议副议长施愚君肖像

施愚（1875年—1930年），字鹤雏（又作鹤初），号小山，四川省重慶府涪州人。清朝及中华民国政治人物。

## 生平
施愚于清光绪二十四年（1898年）年中进士；同年五月，改翰林院庶吉士。光緒二十九年四月，散館，授翰林院編修。此后曾留学日本、法国、英国、美国、德国等国。回国后历任翰林院编修、宪政编查馆委员、法制院副使、弼德院参议等职。 
中华民国成立后，于民国二年（1913年）任袁世凯总统府秘书。后来任筹备国会事务局委员长、政事堂法制局局长。民国三年（1914年），任约法会议副议长兼参政院参政。获授少卿、二等嘉禾章。 民国五年（1916年），因拥戴袁世凯称帝，获封一等伯爵。袁世凯死后，施愚投靠直系军阀，任江苏督军李纯的幕僚。民国八年（1919年），任南北和談北方代表之一。晚年居住北京、上海。民国十九年（1930年）逝世。